# ميلتون كلوستر
ميلتون كلوستر (بالهولندية: Milton Klooster)‏ هو لاعب كرة قدم هولندي في مركز الهجوم، ولد في 26 نوفمبر 1996 في فلاردينجن في هولندا. لعب مع نادي ترنتشين.

## وصلات خارجية
- ميلتون كلوستر على موقع قاعدة بيانات كرة القدم.إي يو (الإنجليزية)
- ميلتون كلوستر على موقع Soccerway.com (الإنجليزية)